# Uchan-su (thác nước)

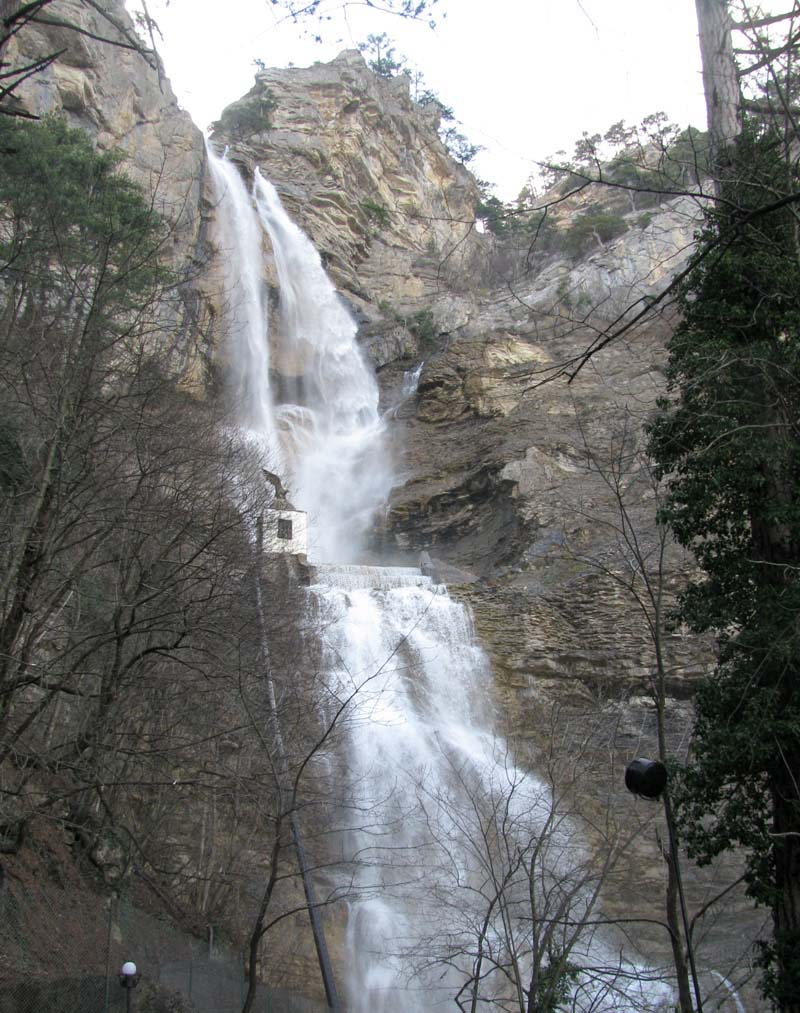
Thác nước Uchan-su

Uchan-su (tiếng Ukraina: Учан-Су, tiếng Nga: Уча́н-Су, tiếng Tatar Krym: Uçan Suv) là một thác nước trên con sông cùng tên ở sườn dốc phía nam dãy núi Krym. Trong tiếng Tatar Krym, tên gọi của thác nước có nghĩa là "nước xiết".
Không chỉ là thác cao nhất Ukraina, Uchan-su còn là điểm du lịch nổi tiếng. Thác nằm cách thành phố Yalta 7 km, cao 98 m và nằm tại độ cao 390 m. Thác đổ mạnh nhất khi mùa xuân về do nhận được nguồn nước dồi dào từ tuyết tan.